# Dr.-Siri-Reihe
Die Dr.-Siri-Reihe ist ein Romanzyklus des britischen Schriftstellers Colin Cotterill. Die Veröffentlichung der Romane begann 2004 mit dem Buch The Coroner's Lunch, im deutschsprachigen Raum 2008 erschienen unter dem Titel Dr. Siri und seine Toten. 
Die Reihe handelt von dem in der Demokratischen Volksrepublik Laos lebenden Pathologen Dr. Siri Paiboun während der 1970er Jahre. 
Die deutsche Ausgabe umfasst bisher 15 Bücher (Stand 2025).

## Handlung
Trotz fehlender Qualifikation, Interesse und Ausstattung wird im Jahr 1967 der sich im Ruhestand befindliche 72-jährige einzig verbleibende Arzt Dr. Siri Paiboun zum ersten und einzigen Leichenbeschauer der Demokratischen Volksrepublik Laos ernannt. Mehr aus Liebe als aus Überzeugung war Dr. Siri während seines Studiums in Frankreich in die Kommunistische Partei eingetreten und unterstützte zusammen mit seiner Frau die laotischen Widerstandskämpfer während des Vietnamkrieges als Feldarzt und aktiver Widerstandskämpfer. Nach dem Sieg der Pathet Lao erging es dem Land jedoch kaum besser und viele Menschen flüchteten aus Laos, darunter auch der vorherige Gerichtsmediziner des Landes und alle sonstigen ärztlichen Angestellten mit Qualifikation für den Beruf des Leichenbeschauers. Dank seiner Verbindung zur Geisterwelt und seiner zwei Assistenten, einer Krankenschwester und einem Assistenten mit Down-Syndrom, schafft es Dr. Siri, knifflige Kriminalfälle aufzuklären und den Wirrungen der laotischen Revolution zu trotzen. Dabei wird er immer wieder von den Phi Pop, den bösen Waldgeistern, angegriffen, die den in dem Pathologen wohnenden uralten Schamanen, der es Siri ermöglicht mit den Toten zu sprechen, töten wollen.

## Bücher
Im deutschsprachigen Raum sind 15 Bücher erschienen:
1. Dr. Siri und seine Toten. (The Coroner’s Lunch, 2004). Deutsch von Thomas Mohr. Manhattan, München 2008.
2. Dr. Siri sieht Gespenster. (Thirty-Three Teeth, 2005). Deutsch von Thomas Mohr. Manhattan, München 2009.
3. Totentanz für Dr. Siri. (Disco for the Departed, 2006). Deutsch von Thomas Mohr. Manhattan, München 2010.
4. Briefe an einen Blinden – Dr. Siri ermittelt. (Anarchy and Old Dogs, 2007). Deutsch von Thomas Mohr. Manhattan, München 2011.
5. Der Tote im Eisfach – Dr. Siri ermittelt. (Curse of the Pogo Stick, 2008). Deutsch von Thomas Mohr. Manhattan, München 2012.
6. Der fröhliche Frauenhasser – Dr. Siri ermittelt. (The Merry Misogynist, 2009). Deutsch von Thomas Mohr. Manhattan, München 2013.
7. Grabgesang für Dr. Siri – Dr. Siri ermittelt. (Love Songs from a Shallow Grave, 2010). Deutsch von Thomas Mohr. Manhattan, München 2014.
8. Dr. Siri und der explodierende Drache. (Slash and Burn, 2011). Deutsch von Thomas Mohr. Manhattan, München 2015.
9. Dr. Siri und die Geisterfrau. (The Woman Who Wouldn’t Die, 2013). Deutsch von Thomas Mohr. Manhattan, München 2016.
10. Dr. Siri und die Tränen der Madame Daeng. (Six and a half deadly sins, 2015). Deutsch von Thomas Mohr. Goldmann, München 2018.
11. Dr. Siri und der verschwundene Mönch – Dr. Siri ermittelt. (I Shot the Buddha, 2016). Deutsch von Thomas Mohr. Goldmann, München 2019.
12. Dr. Siri und die Spiele der Rattenfänger. (The Rat Catchers Olympics, 2017). Deutsch von Thomas Mohr. Goldmann, München 2020.
13. Dr. Siri und das sitzende Skelett – Dr. Siri ermittelt. (Don’t Eat Me, 2018). Deutsch von Thomas Mohr. Goldmann, München 2023.
14. Dr. Siri und der rätselhafte Hund – Dr. Siri ermittelt. (The Second Biggest Nothing, 2019). Deutsch von Thomas Mohr. Goldmann, München 2024.
15. Dr. Siri und der verschollene Bruchpilot.